# Bernd Murschel

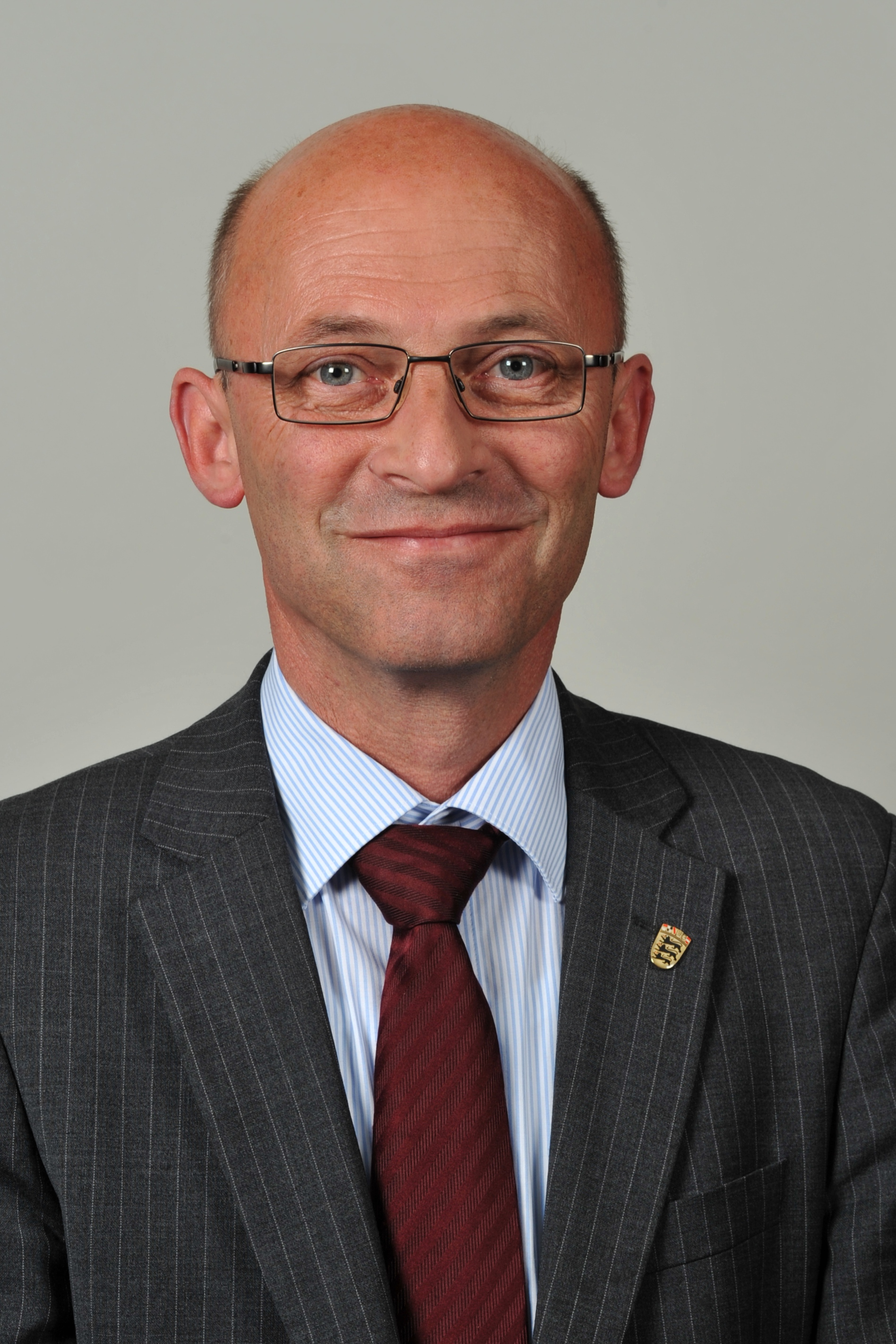
Bernd Murschel (2013)

Bernd Murschel (* 24. November 1956 in Leonberg) ist ein deutscher Politiker (Bündnis 90/Die Grünen). Von 2006 bis 2021 war er Abgeordneter im Landtag von Baden-Württemberg.

## Ausbildung und Beruf
Bernd Murschel absolvierte nach seinem Realschulabschluss in Leonberg eine Ausbildung zum Lacklaboranten bei der Firma Cetelon in Ditzingen. Es folgten der Zivildienst in einer Behinderteneinrichtung und auf dem zweiten Bildungsweg das Abitur an der Technischen Oberschule in Stuttgart. Nach einem Studium der Agrarwissenschaften an der Universität Hohenheim promovierte er dort im Fachbereich Bodenphysik. Nach dem Studium arbeitete er als Angestellter im Sonderforschungsbereich Umweltgerechte Nutzung von Agrarlandschaften der Universität Stuttgart. Seit 1995 ist er als selbstständiger Umweltberater tätig. Zudem war er bis 2006 Lehrbeauftragter an der Hochschule für Wirtschaft und Umwelt Nürtingen-Geislingen. Von 2006 bis 2010 war er dort als wissenschaftlicher Angestellter tätig. Von 2006 bis 2021 vertrat Bernd Murschel den Wahlkreis Leonberg-Herrenberg für Bündnis 90/Die Grünen im Landtag von Baden-Württemberg.

## Politische Tätigkeit
Seit 1986 ist Bernd Murschel Mitglied bei Bündnis 90/Die Grünen. Seit 1989 vertritt er seine Partei im Stadtrat von Leonberg und ist dort seit 2009 Fraktionsvorsitzender. 2004 bis 2006 war er Mitglied im Kreistag im Landkreis Böblingen. Außerdem kandidierte er 2009 bei der Wahl des Oberbürgermeisters in Leonberg und erreichte 38,9 % der Stimmen. Damit konnte er den Amtsinhaber Bernhard Schuler (parteilos) nicht ablösen.
Mitglied des Landtags von Baden-Württemberg war er seit dem 11. April 2006. Dort war er in der 14. Wahlperiode von 2006 bis 2011 Mitglied im Ausschuss Ländlicher Raum und Landwirtschaft und stellvertretendes Mitglied im Wirtschafts-, Umwelt-, Europa- und im Petitionsausschuss.
 In der 15. Wahlperiode (2011–2016) war Bernd Murschel Mitglied des Ausschusses Ländlicher Raum und Verbraucherschutz und Mitglied des Ausschusses für Umwelt, Klima und Energiewirtschaft. Stellvertretendes Mitglied war er im Finanz- und Wirtschaftsausschuss, im Verkehrsausschuss, Europaausschuss, Wissenschaftsausschuss und Petitionsausschuss. Bernd Murschel war außerdem Vorsitzender des Arbeitskreises Ländlicher Raum und Verbraucherschutz der Fraktion Bündnis 90/Die Grünen im Landtag von Baden-Württemberg.
Bei der Landtagswahl 2016 errang Bernd Murschel mit 31,9 % der Wählerstimmen das Direktmandat im Wahlkreis Leonberg, nachdem er bei den beiden vorangegangenen Wahlen jeweils über das Zweitmandat in den Landtag eingezogen war.
In der 16. Wahlperiode (2016–2021) war Murschel Mitglied im Ausschuss für Umwelt, Klima und Energiewirtschaft sowie im Ausschuss Europa und Internationales. Stellvertretendes Mitglied war er im Landwirtschaftsausschuss, Wirtschaftsausschuss, Wissenschaftsausschuss, Verkehrsausschuss, im Ständigen Ausschuss und im Petitionsausschuss.
Zudem gehört Murschel der Deutschen Bodenkundlichen Gesellschaft sowie dem Bundesverband Boden an.
Bei der Landtagswahl in Baden-Württemberg 2021 kandidierte er nicht erneut.

## Familie und Privates
Bernd Murschel ist evangelisch. Er ist verwitwet, hat zwei Kinder und lebt in Leonberg.